# Osagi Bascome
Osagi Bascome (Hamilton, Bermudas; 17 de abril de 1998 – St. David's Island, Bermuda; 18 de diciembre de 2021) fue un futbolista de Bermudas que jugó en la posición de delantero.

## Carrera

### Club
| Periodo   | Club               |
| --------- | ------------------ |
| 2019      | Massanassa CF      |
| 2019-2020 | Darlington FC      |
| 2020–2021 | St. George's Colts |

### Selección nacional
A nivel de selecciones menores jugó desde la categoría sub-15, periodo en el que formaba parte de las academias de fútbol del Aston Villa FC, Stoke City FC, Valencia CF, UD Levante y Bristol City FC.
Su debut internacional con Bermudas llegó el 4 de junio de 2016 en la derrota por 0-1 ante República Dominicana, y su primer gol internacional lo anotó el 12 de octubre de 2018 en la victoria por 12-0 sobre Sint Maarten por la Clasificación para la Liga de Naciones Concacaf 2019-20.
Bascome fue convocado para jugar en la Copa de Oro de la Concacaf 2019, en la primera aparición de Bermudas en una competición internacional, donde fue titular en los tres partidos.

## Vida personal y muerte
Bascome era hijo de Herbert Bascome y hermano de Oronde, Onias y Okera Bascome, todos ellos jugadores de críquet que jugaron con la selección nacional
Su primo Drewonde Bascome también es futbolista y jugó a nivel internacional con Bermudas. Él y sus hermanos eran sobrino del entrenador de fútbol Andrew Bascome, y nietos de la ministra de gobierno Lovitta Foggo.
El 18 de diciembre de 2021 Bascome fue apuñalado en un restaurante en St. David's Island, Bermuda y luego murió a los 23 años.